# Hobart Muir Smith
 (juin 2021).
Si vous disposez d'ouvrages ou d'articles de référence ou si vous connaissez des sites web de qualité traitant du thème abordé ici, merci de compléter l'article en donnant les références utiles à sa vérifiabilité et en les liant à la section « Notes et références ».
Pour les articles homonymes, voir Smith.
Hobart Muir Smith est un herpétologiste américain, né le 26 septembre 1912 à Stanwood, Iowa et mort le 4 mars 2013  à Boulder, Colorado.

## Biographie
Le jeune Frederick William Stouffer est adopté à quatre ans par Charles et Frances Smith, un couple de fermier. Il obtient son Bachelor of Sciences à l’université d'État du Kansas, sous la direction de Howard Kay Gloyd (1902-1978). Il obtient son Master of Sciences en 1933 et son doctorat en 1936 à l’université du Kansas sous la direction d’Edward Harrison Taylor (1889-1978). Sa thèse est une révision du genre Sceloporus. Il participe à plusieurs missions scientifiques au Mexique.
En 1936, il est récompensé par une bourse de la National Research Council à l’université du Michigan, où il travaille avec plusieurs autres chercheurs sur The Mexican and Cental American Lizards of the Genus Sceloporus. En 1937, il travaille à la fois pour l'Académie des sciences de Chicago et le musée Field (Field Museum of Natural History). Il recruté par la Smithsonian Institution pour récolter des spécimens au Mexique : il en rapporte 20 000 spécimens. En 1938, il se marie avec Rozella Pearl Beverly Blood Smith (1911–1987), qui participe à ses publications. De 1941 à 1945, il enseigne la zoologie à l’université de Rochester de New York. En 1945, il retourne à l’université du Kansas comme professeur associé et écrit un Handbook of Lizards, Lizards of the US and of Canada. En 1946, il part au Texas où il devient professeur assistant de gestion de la faune sauvage à l’université A&M du Texas. Il fait paraître, avec E.H. Taylor, Checklist and key to snakes of Mexico et Checklist and key to amphibians of Mexico.
De 1947 à 1968, il est professeur de zoologie à l’Université de l'Illinois à Urbana-Champaign. Il prend sa retraite en 1968 et se retire à Boulder (Colorado) où il devient professeur de biologie à l’université du Colorado. En 1972, il devient le directeur du département de biologie de l’université. La même année, il introduit en taxinomie, avec Rozella B. Smith (en), le terme de « chrésonyme ». En 1983, il se retire et obtient le statut de professeur émérite et continue ses recherches et fait paraître 880 publications dont 29 livres. Hobart Smith a totalisé durant sa vie 1 602 manuscrits, ce qui constitue un record inégalé[réf. nécessaire]. 

## Liste partielle des publications
- 1939 : Notes on Mexican reptiles and amphibians. Field Mus. Nat. Hist. Zool. Ser., 24 : 15-35.
- 1945 : Checklist and key to snakes of Mexico.
- 1946 : Handbook of Lizards, Lizards of the US and of Canada.
- 1948 : Checklist and key to amphibians of Mexico.
- 1950 : Handbook of Amphibians and Reptiles of Kansas.
- 1950 : Checklist and Key to Reptiles of Mexico Exclusive of Snakes.
- 1952 : avec Louis W. Ramsey, A new turtle from Texas. Wasmann J. Biol., 10 : 45-54.
- 1956 : avec Herbert S. Zim, Reptiles and Amphibians - A Guide to Familiar American Species.
- 1958 : Total regeneration of the carapace in the box turtle. Turtox News, 36 : 234-237.
- 1958 : Reptiles and Amphibians - A Guide to Familiar American Species.
- 1958 : avec L.F. James, The taxonomic significance of cloacal bursae in turtles. Trans. Kansas Acad. Sci., 61 : 86-96.
- 1959 : Poisonous Amphibians and Reptiles.
- 1961 : Evolution of Chordate Structure .
- 1965 : Snakes as Pets.
- 1971 : Analysis of the Literature on the Mexican Axolotl.
- 1973 : Analysis of the Literature Exclusive of the Mexican Axolotl.
- 1976 : Source Analysis and Index for Mexican Reptiles.
- 1976 : Source Analysis and Index for Mexican Amphibians.
- 1977 : Guide to Mexican Amphisbaenians and Crocodilians.
- 1979 : avec Rozella B. Smith (1911-1987), Synopsis of the Herpetofauna of Mexico. Vol. VI. Guide to Mexican Turtles, Bibliographic Addendum III. John Johnson, North Bennington, Vermont.
- 1980 : Guide to Mexican Turtles
- 1982 : avec Edmund D. Brodie, Jr., Reptiles of North America - A Guide to Field Identification.
- 1996 : avec R. Humphrey et David Alfred Chiszar (1944-), A range extension for the box turtle Terrapene yucatana. Bull. Maryland Herp. Soc., 32 : 14-15.